# Cuisine hongkongaise

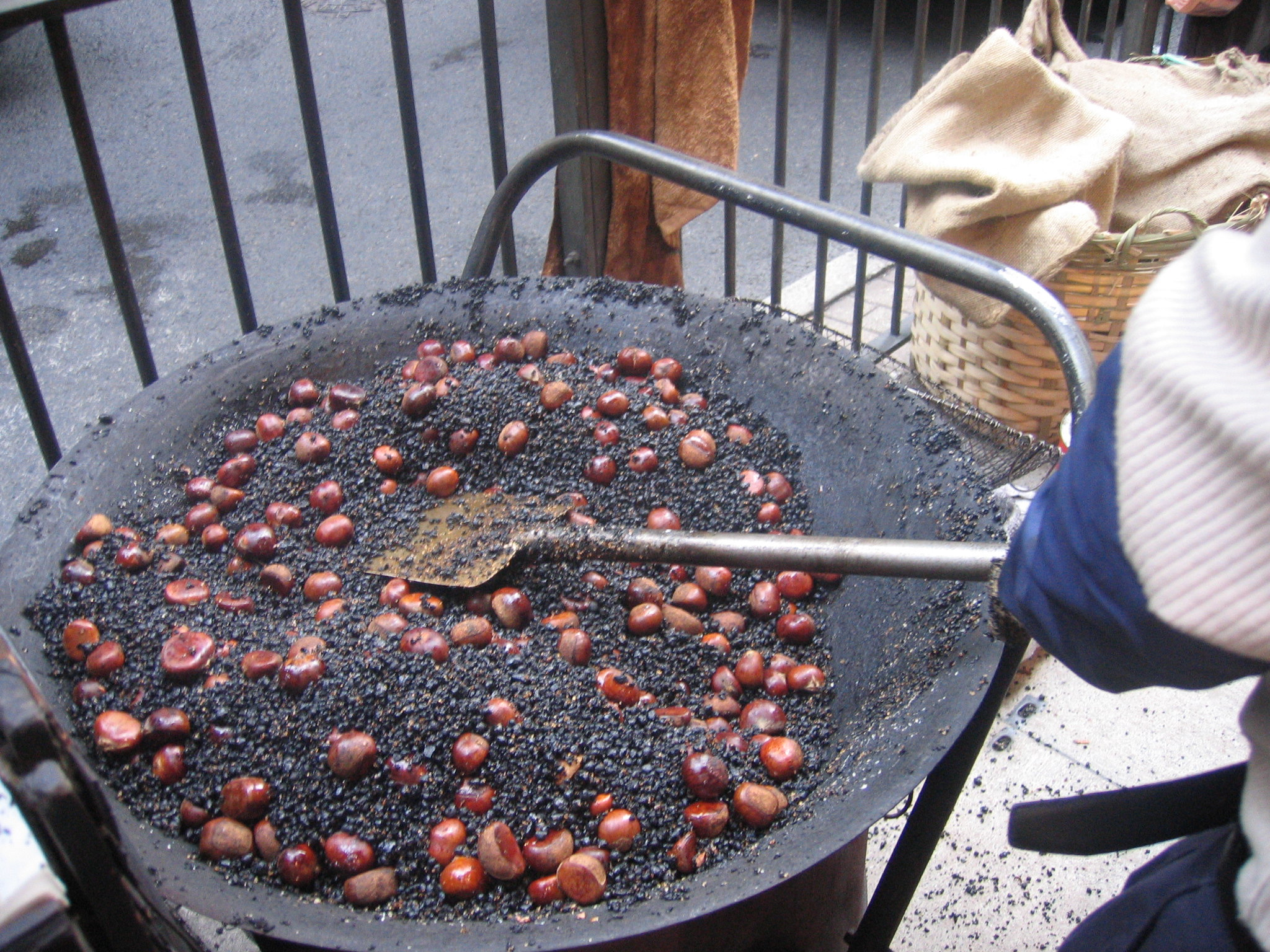
La cuisine hongkongaise, c'est aussi la cuisine de rue, avec ici des châtaignes grillées.

La cuisine hongkongaise a été influencée par plusieurs cuisines : la cuisine cantonaise, la cuisine européenne (et plus particulièrement la cuisine britannique), des cuisines chinoises non cantonaises (cuisine de Chaozhou, cuisine des Hakkas, cuisine du Fujian et la cuisine shanghaienne), et d'autres cuisines asiatiques (cuisine japonaise, cuisine coréenne). Du fait de sa situation de port et d'ancienne colonie britannique, Hong Kong a donc bénéficié de multiples influences et fournit une large gamme de restaurants, ce qui lui valut d'être labellisée « Gourmet Paradise » « World's Fair of Food »

## Habitudes alimentaires
Les restaurants sont souvent plus petits qu'en occident.
Les Hongkongais mangent souvent cinq fois par jour : petit déjeuner, le repas du midi, le thé de l'après-midi, le dîner puis le Siu yeh (en).
Le plat principal est souvent accompagné de riz ou de nouilles.
Beaucoup de spécialités hongkongaises ont une origine cantonaise, comme le Sweetheart cake (en), le dimsum, la soupe d'ailerons de requin l'Haliotis ou le gâteau de lune.

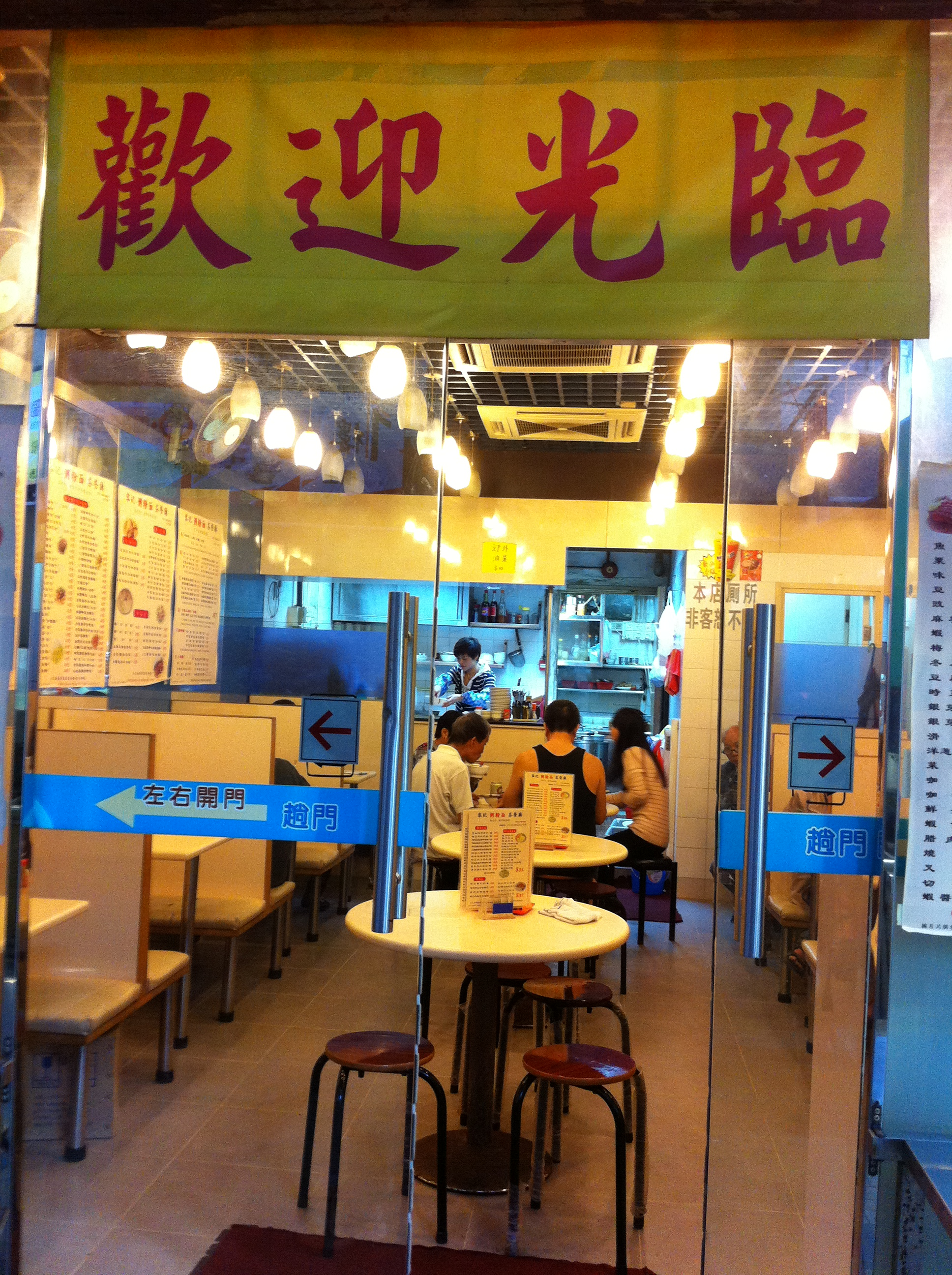
Entrée d'un cha chaan teng
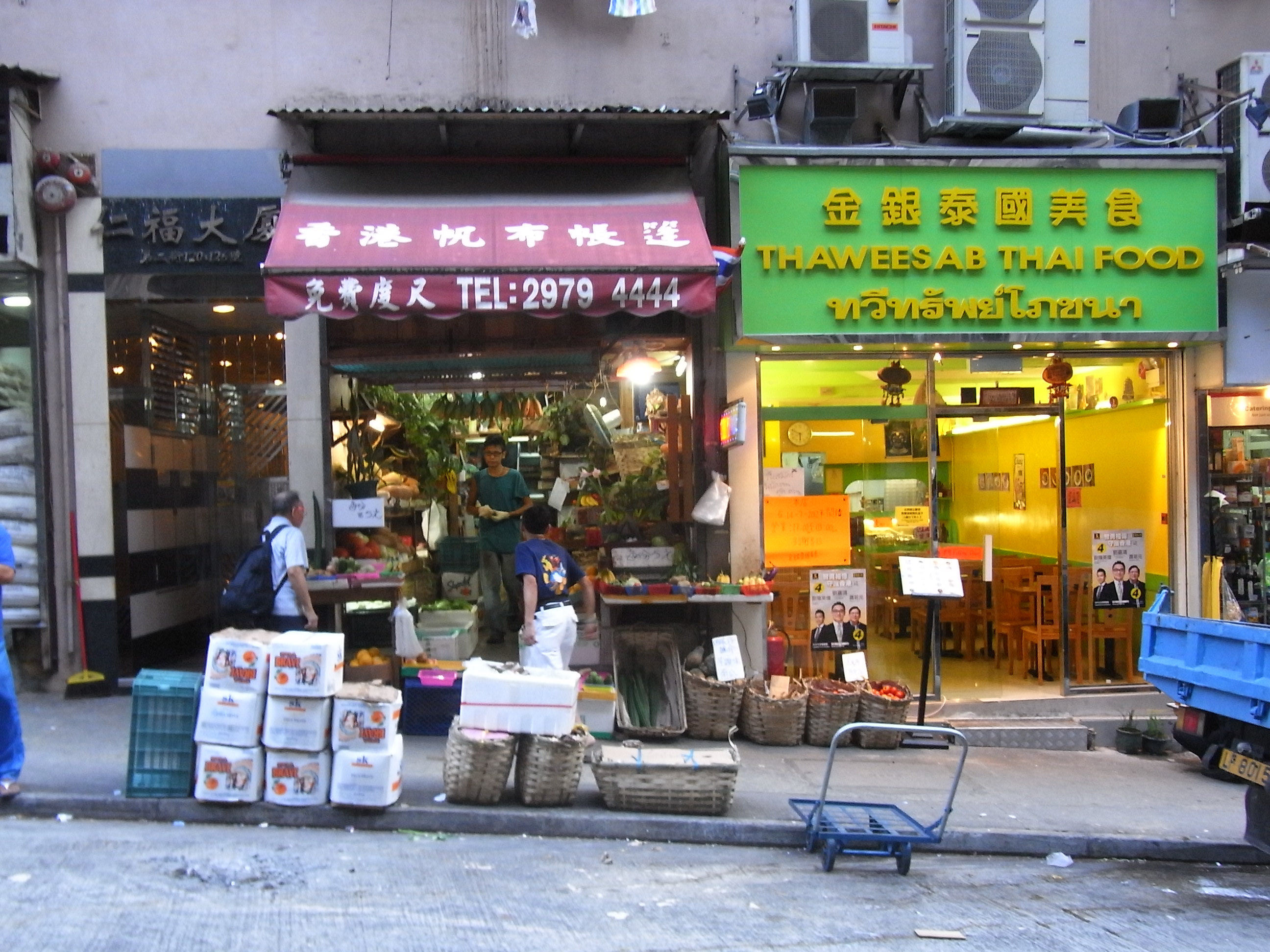
Restaurant thaïlandais à Hong Kong
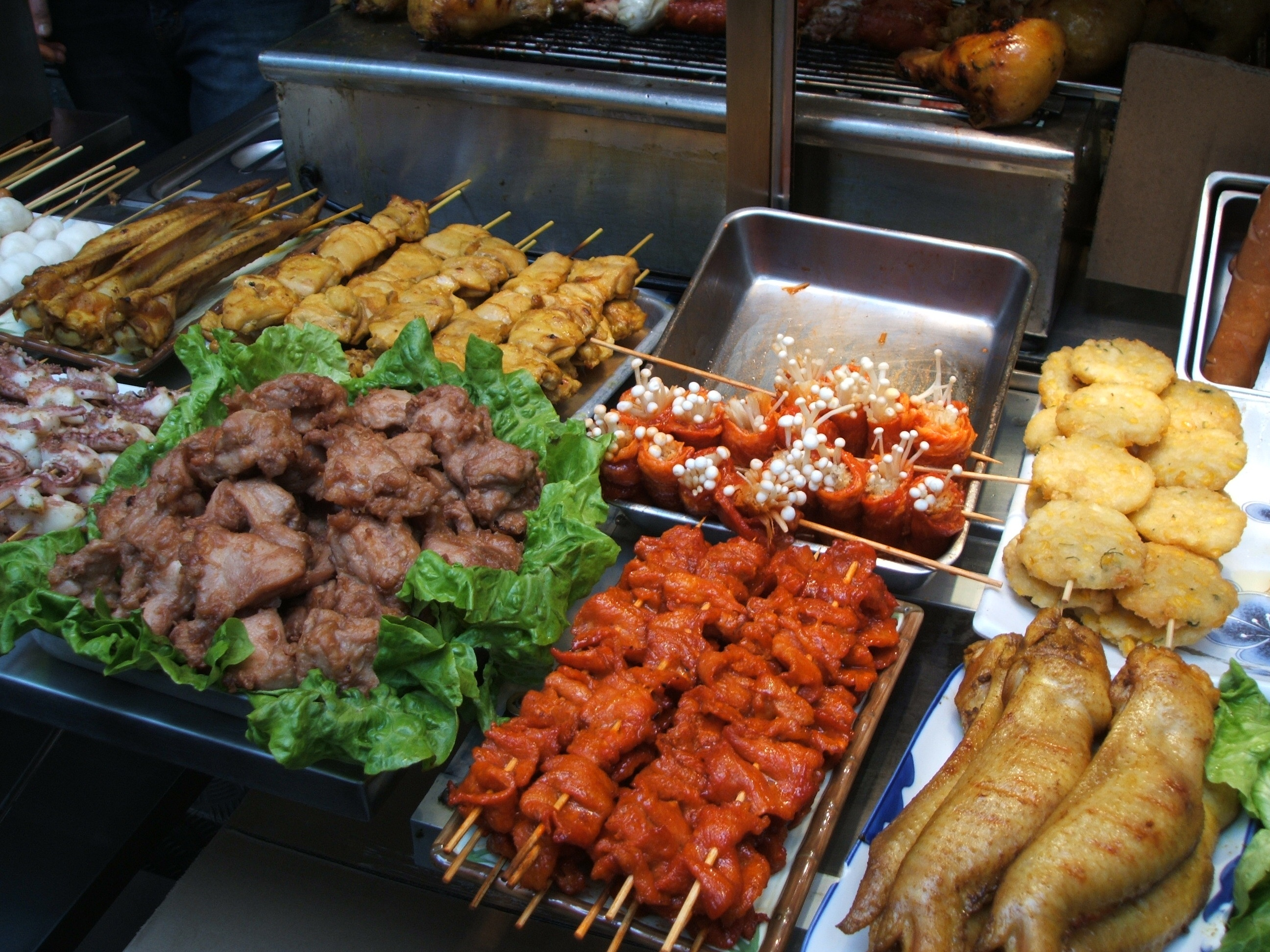
Cuisine de rue à Hong Kong
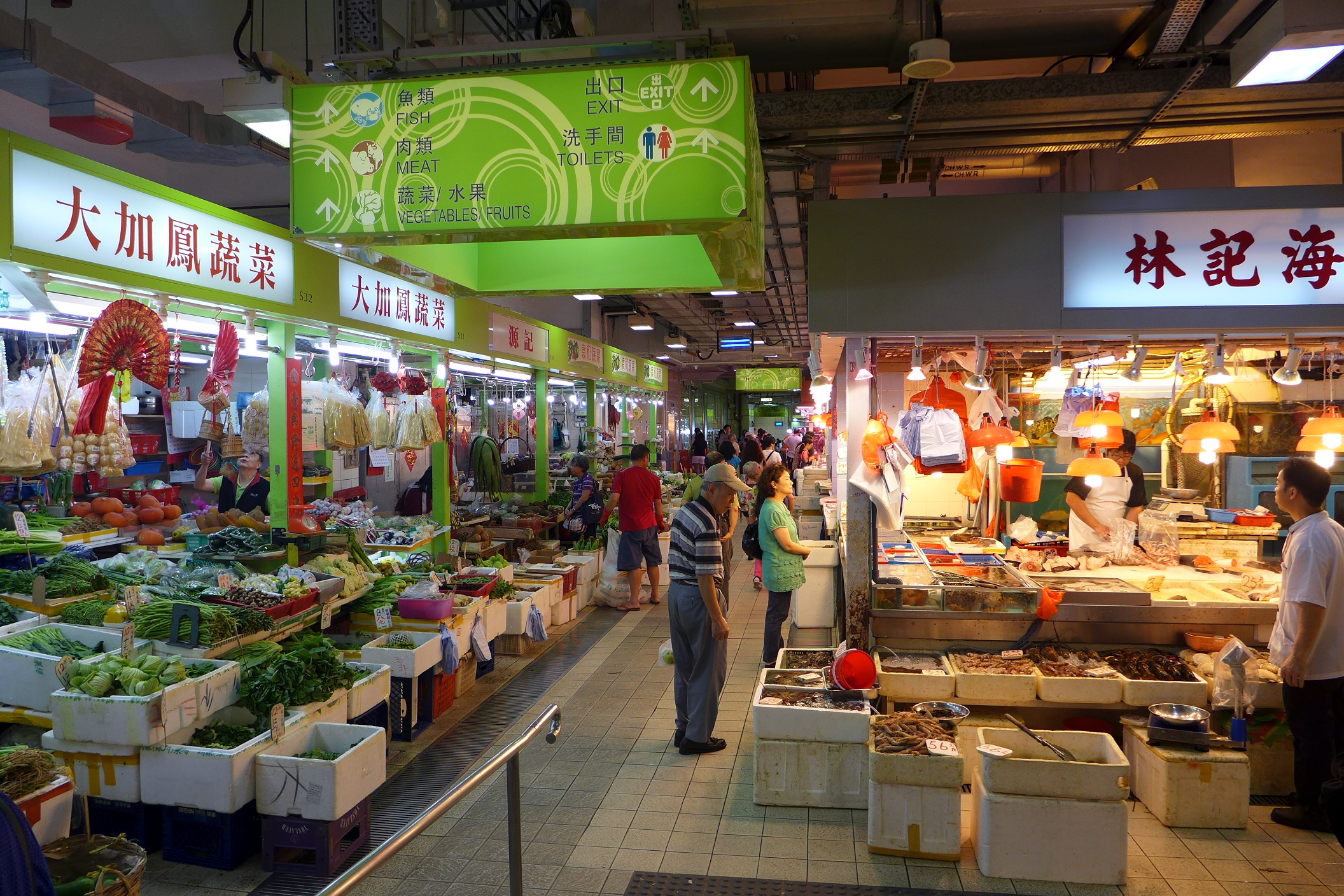
Marché couvert
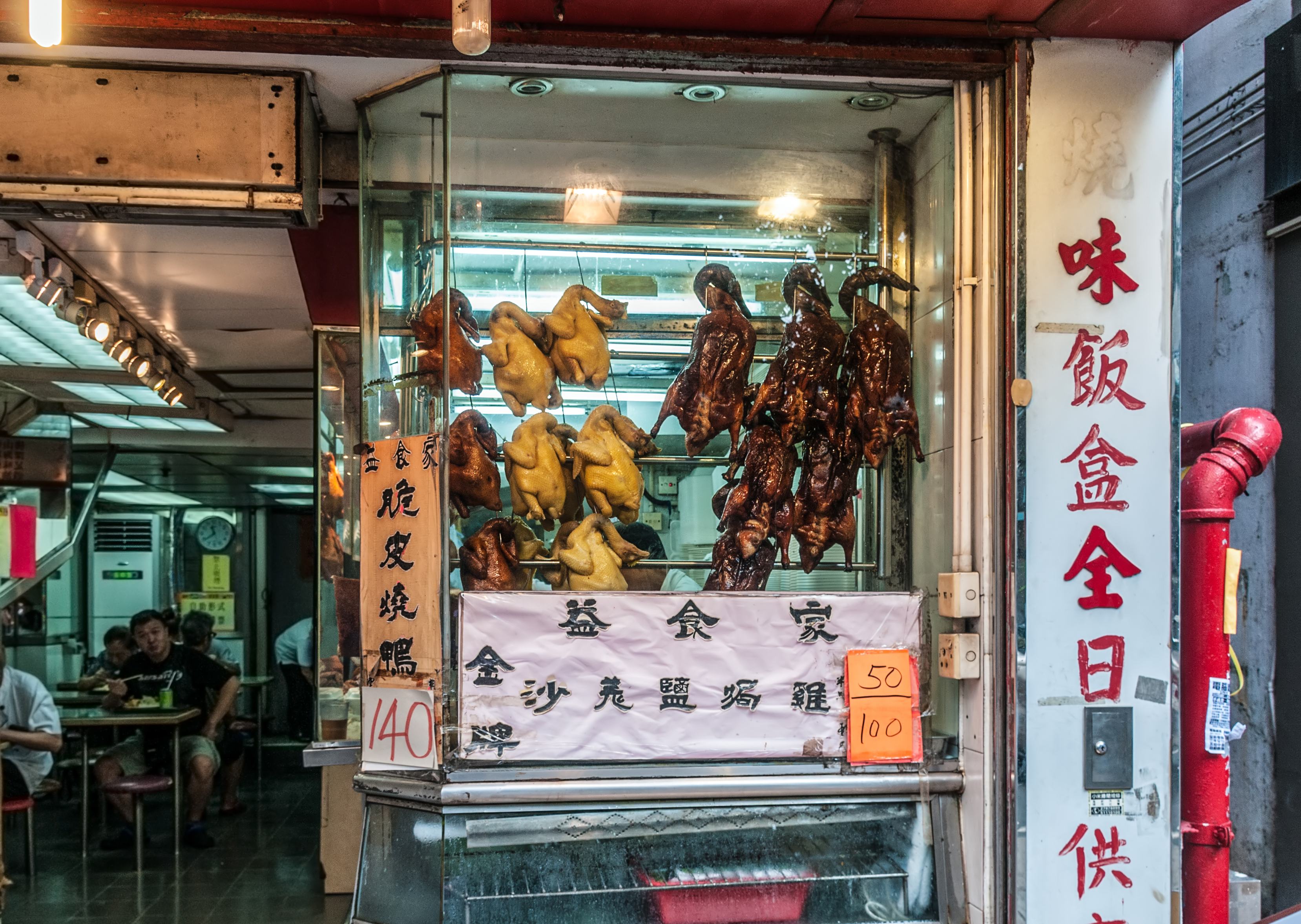
Restaurant chinois

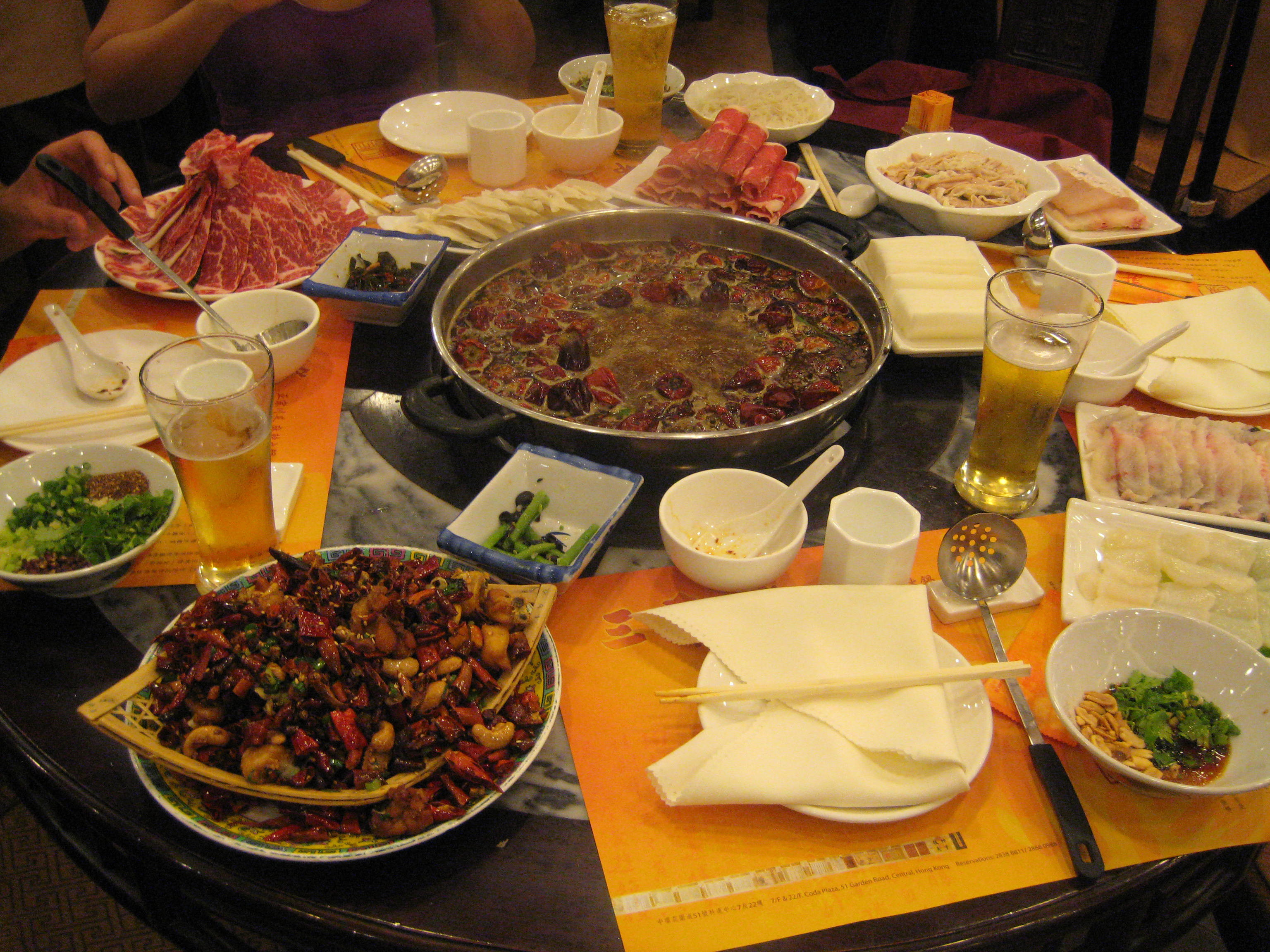
Cuisine du Sichuan dans un restaurant de Hong Kong
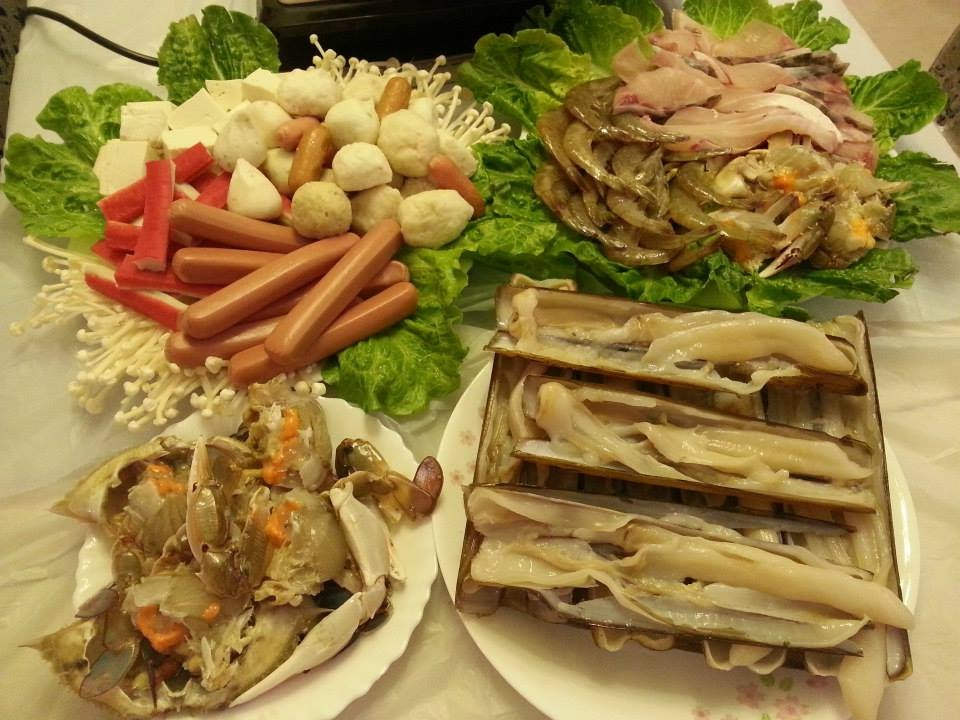
Boulettes de poisson et fruits de mer pour une fondue chinoise

## Ingrédients
- Œuf de cent ans
- Salted duck egg (en)
- Chinese cabbage (en)
- Lentin du chêne
- Brocoli chinois
- Haricot azuki
- Sauce hoisin
- Lap cheong
- Dried shrimp (en)
- Conpoy
- Jujubier commun
- Graine de lotus

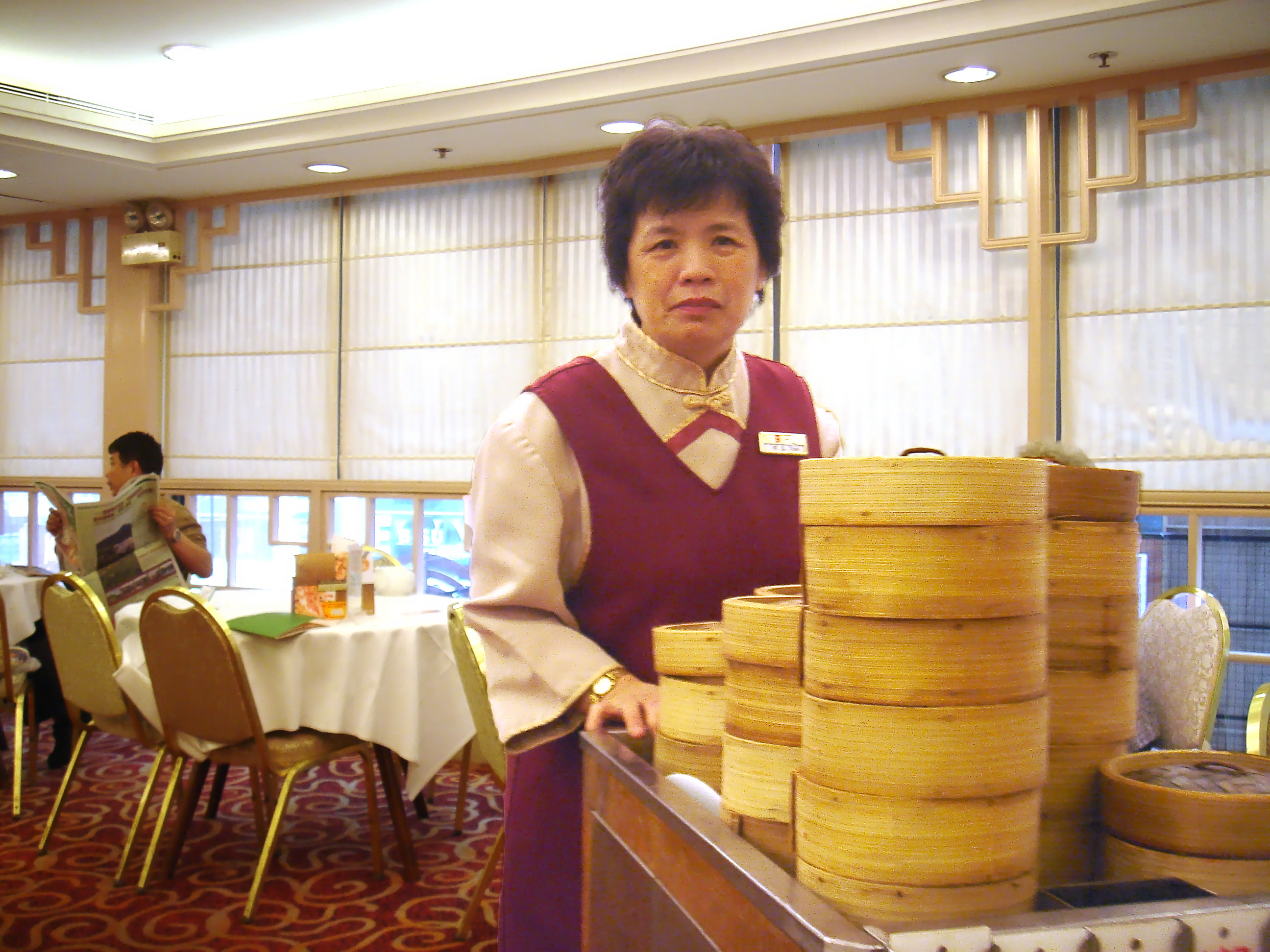
Service de dimsums dans un restaurant de Hong Kong
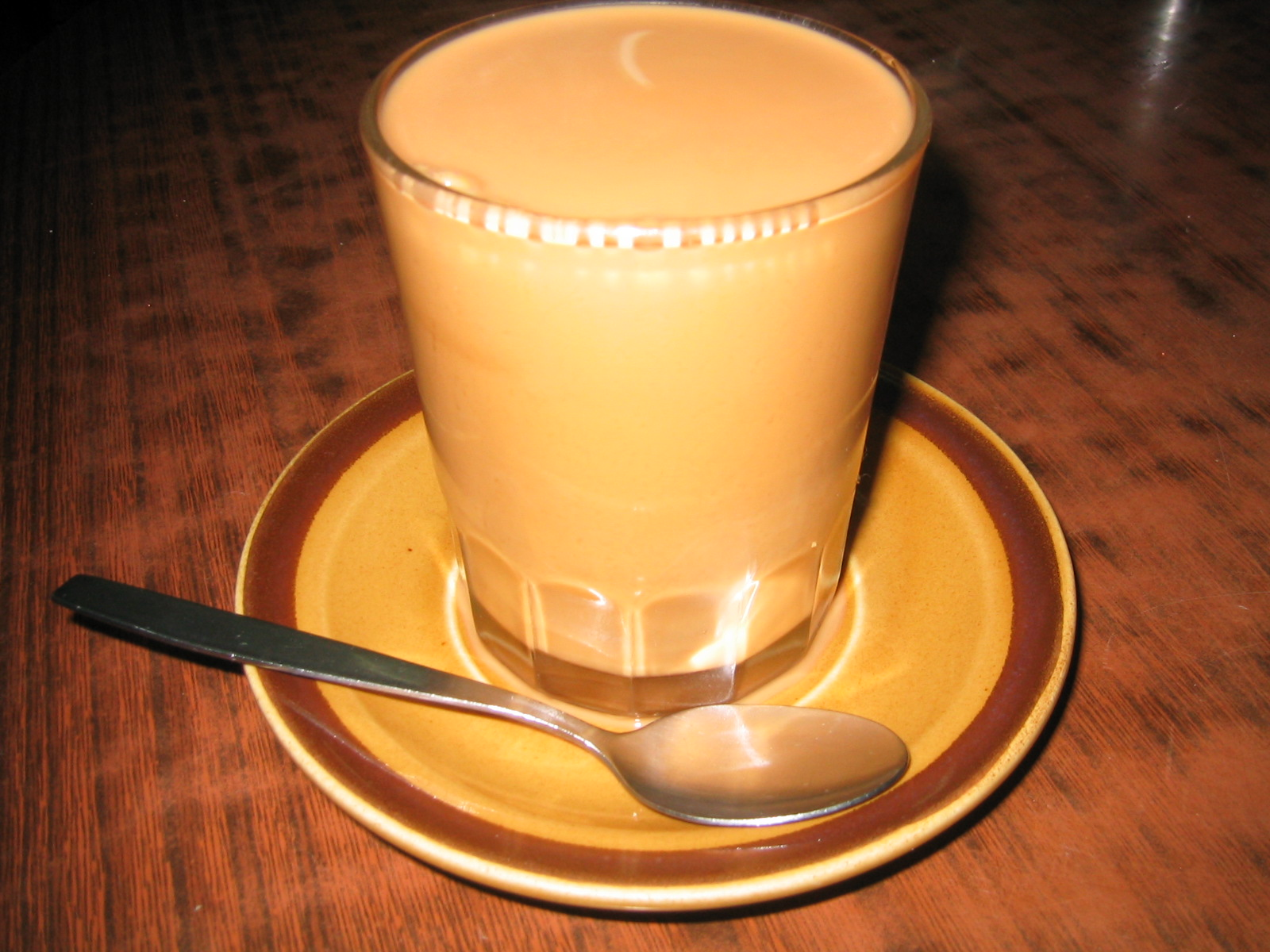
Thé au lait hongkongais
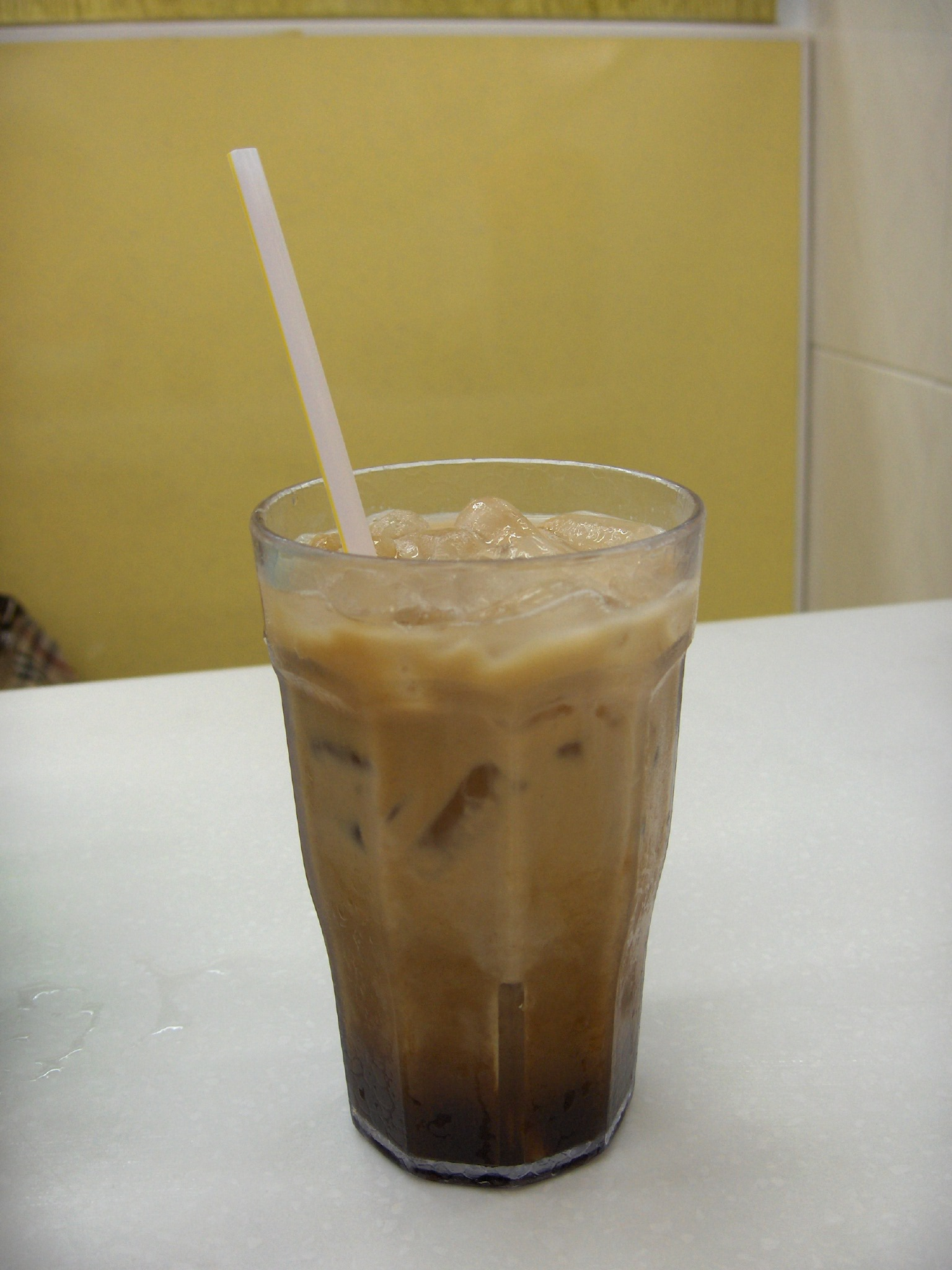
Yuanyang

### Styles asiatiques
| Asie             |                                                         |                 | |
| ---------------- | ------------------------------------------------------- | --------------- | --- |
| Petits commerces | Brasero                                                 | Snack           | Boulettes de poisson sur une brochette, tofu puant |
|                  | Dai pai dong (en)                                       | Snack           | Wonton, congee |
|                  | Magasins spécialisés                                    | Snack           | Douhua, jerky, biscuits aux amandes, Dried shredded squid (en) |
| Informel         | Restauration rapide hongkongaise (cha chaan teng, etc.) | N'importe quand | Côtelette de porc, légumes avec une sauce d'huître, macaroni dans un bouillon avec un œuf brouillé |
| Boulangerie      | Pâtisserie chinoise                                     | Snack           | Sweetheart cake (en), tarte aux œufs, brioche-ananas, jian dui, Cream bun |
|                  | Cuisine cantonaise                                      | déjeuner, dîner | Dimsum (petit déjeuner, déjeuner, après-midi), soupe d'ailerons de requin, char siu, Siu mei (en), Cha siu bao, Shaomai, Har gow, Crispy fried chicken (en), Seafood birdsnest (en), Pork knuckles and ginger stew (en), nouilles de charrette |
|                  | Cuisine bouddhique                                      | déjeuner, dîner | Délice de Bouddha, mantou |
|                  | Cuisine des Hakkas                                      | déjeuner, dîner | Poon choi (en) |
|                  | Cuisine de Pékin                                        | déjeuner, dîner | Canard laqué de Pékin, soupe suanla |
|                  | Cuisine japonaise                                       | déjeuner, dîner | Sushi, Sashimi, wasabi |
|                  | Cuisine indienne                                        | déjeuner, dîner | Curry chicken (en), biryani, naans |
|                  | Fondue chinoise                                         | dîner           | |
| Boissons         | Spécialités locales                                     | N'importe quand | Thé au lait hongkongais, Yuanyang, Red bean ice |
|                  | Thé chinois                                             | N'importe quand | Thé de chrysanthème, thé au jasmin |

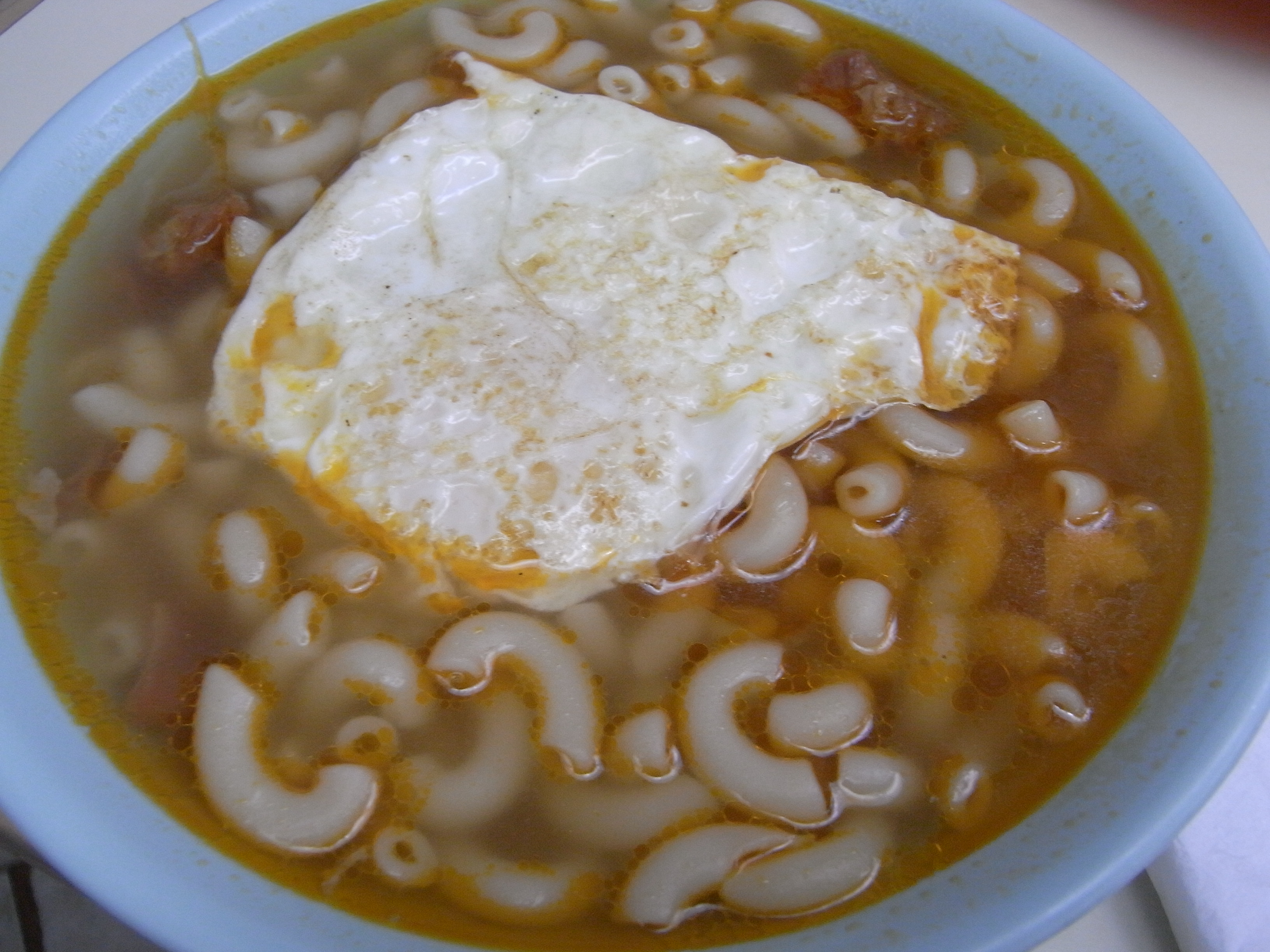
Macaroni style hongkongais avec un œuf poché
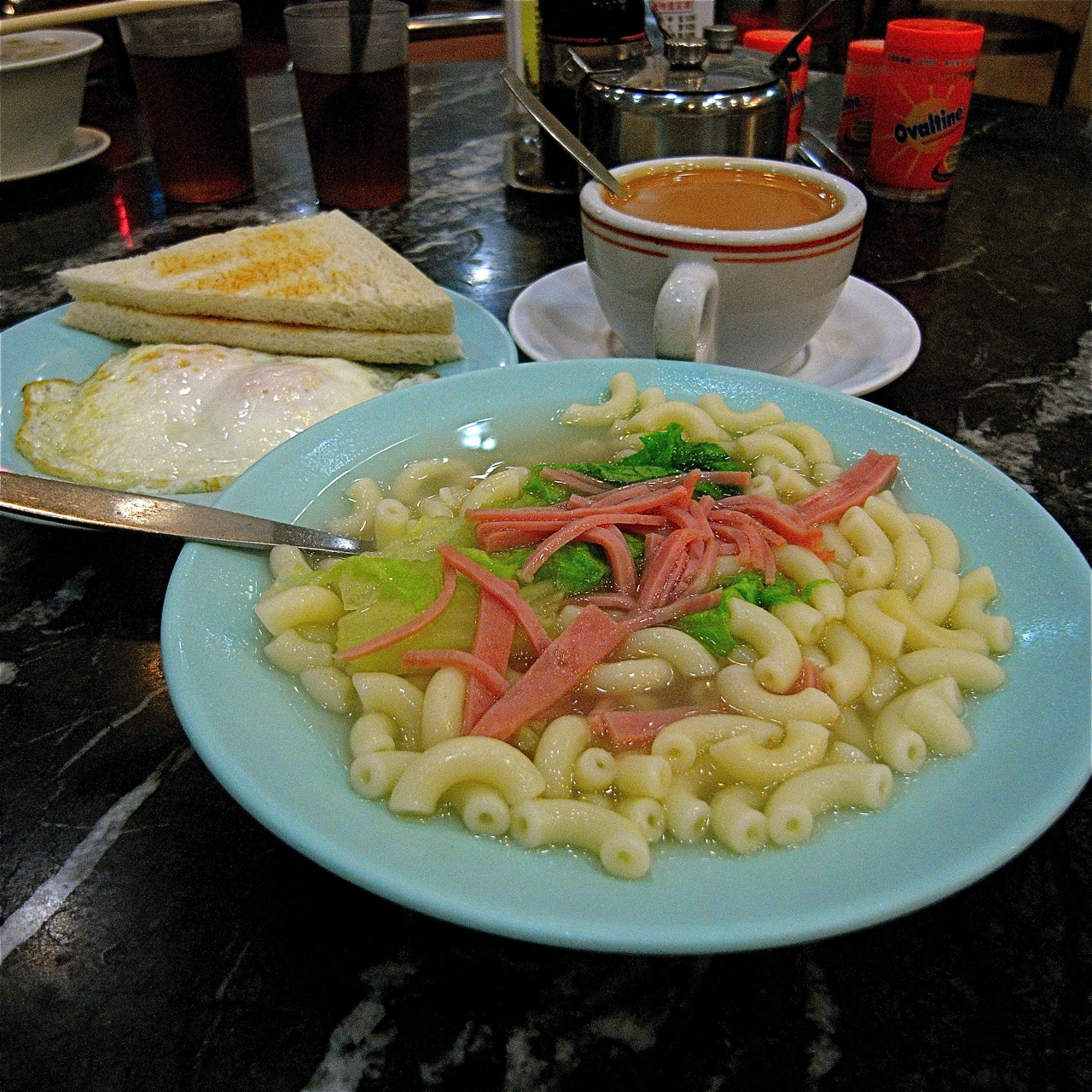
Soupe de macaronis
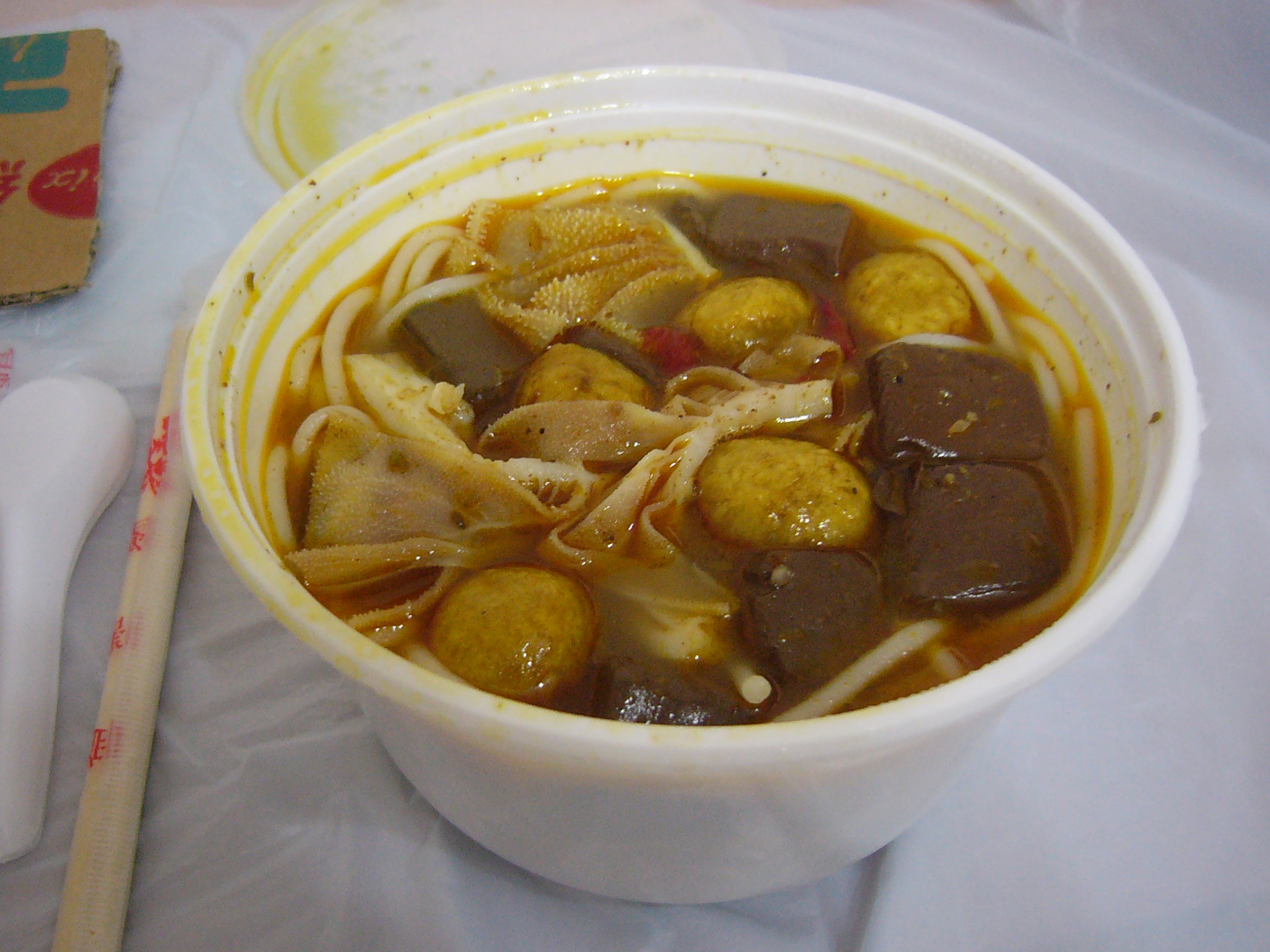
Nouilles de charrette au curry et au porc
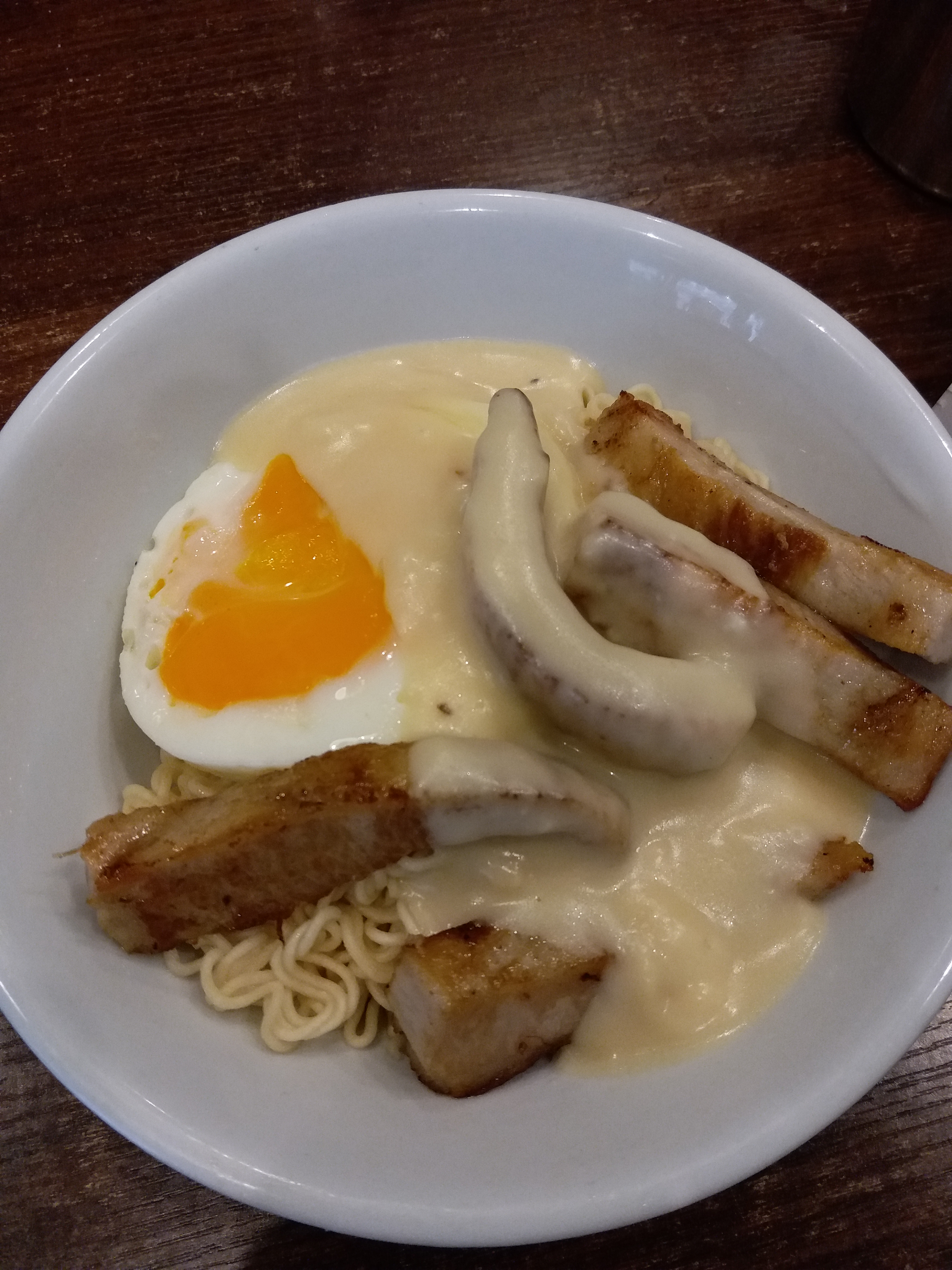
Nouilles instantanées, porc et sauce au fromage

### Styles occidentaux
| Occident         |                         |                 |                                                                         |
| ---------------- | ----------------------- | --------------- | ----------------------------------------------------------------------- |
| Petits commerces | cha chaan teng          | Brunch          | French toast, nouilles instantanées, Swiss wing (en)                    |
| Informel         | Fast Food               | N'importe quand | Hamburger, Hot-dog, Club sandwich, frites                               |
| Boulangerie      | Boulangerie occidentale | Snack           | Tiramisu, pastel de nata                                                |
| Cuisine          | Cuisine américaine      | déjeuner, dîner | Faux-filet, ailes de poulet à la mode de Buffalo, chaudrée de palourdes |
|                  | Cuisine italienne       | déjeuner, dîner | Spaghetti avec des saucisses de Vienne, bœuf Brisket (en), pizza        |
|                  | Cuisine française       | déjeuner, dîner | Quiche, filet d'agneau, crêpes                                          |
| Boissons         | Boissons occidentales   | N'importe quand | Horlicks (en), Cola                                                     |
|                  | Café occidental         | N'importe quand | Expresso, café glacé, cafetière à siphon                                |

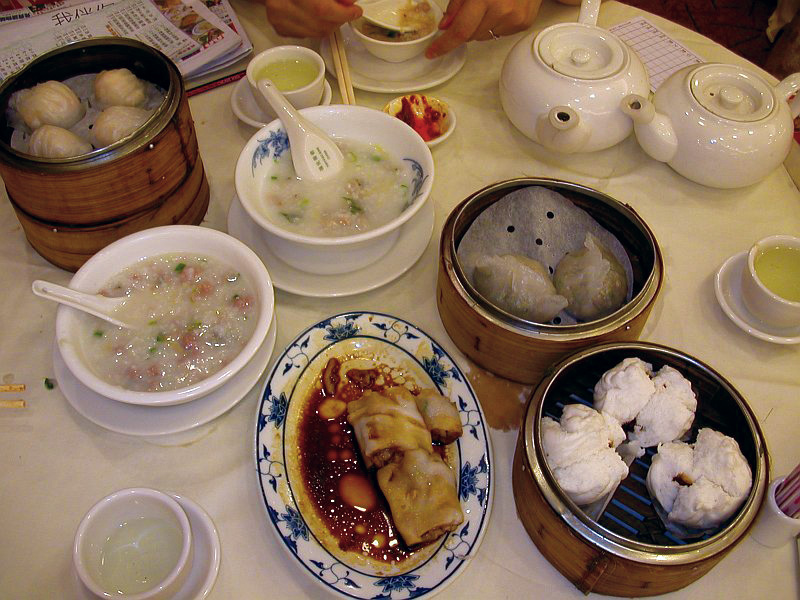
Brunch avec congee et dimsums
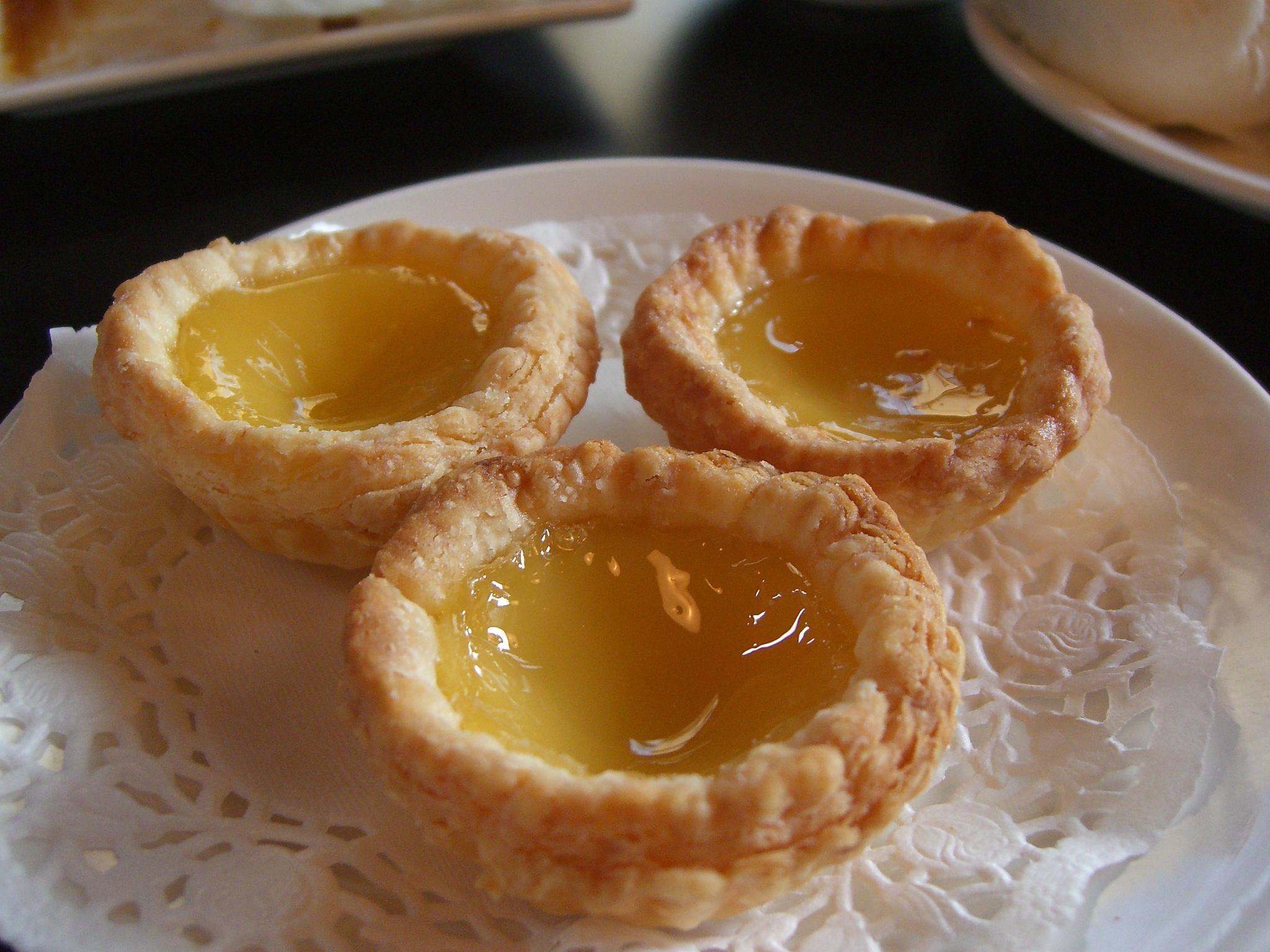
Tartes aux œufs
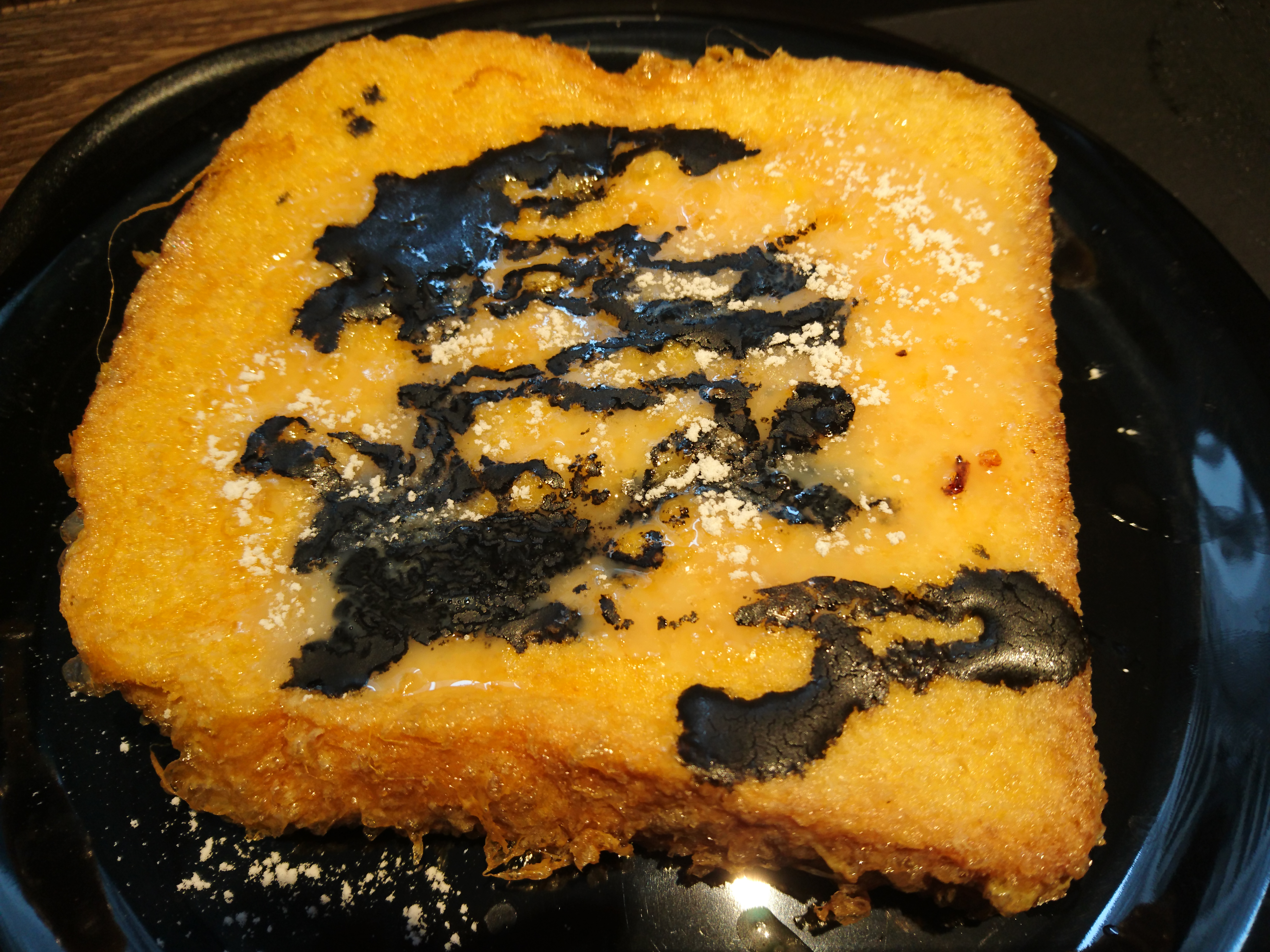
French toast au sésame noir
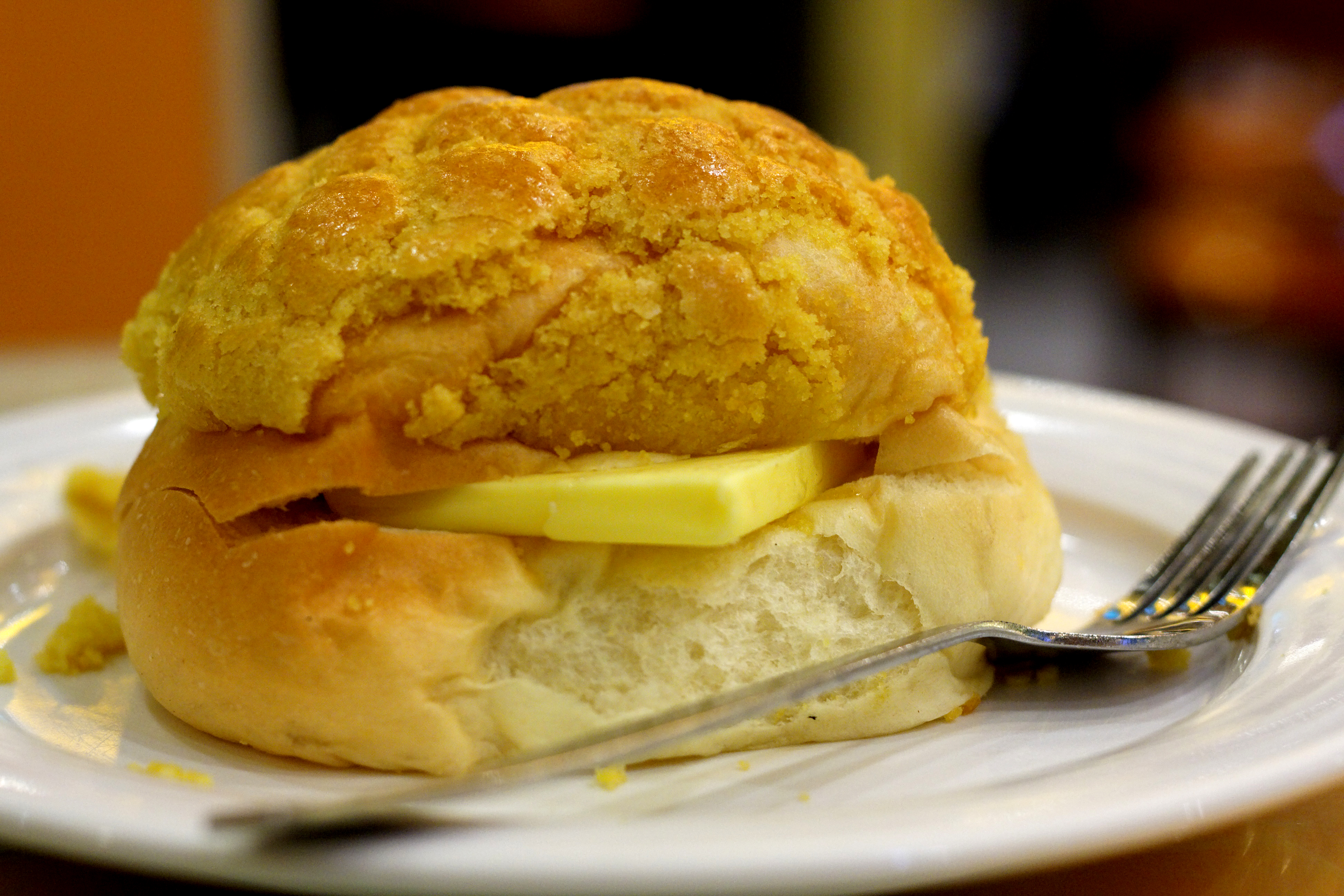
Brioche-ananas

### Alcools
| Alcools |       |  |                               |
| ------- | ----- |  | ----------------------------- |
| Alcool  | Bière |  | Tsingtao, Carlsberg, Heineken |
|         | Vin   |  | Cognac                        |

## Chefs
Pierre Gagnaire et Nobu Matsuhisa y ont un restaurant.